# Danny Boffin
‎
Daniel »Danny« Edouward Boffin, belgijski nogometaš in trener, * 10. julij 1965, Sint-Truiden, Belgija.
Igral je za klube: R.F.C. de Liège, R.S.C. Anderlecht, FC Metz in Sint-Truidense ter za belgijsko nogometno reprezentanco (več kot 50 nastopov).